# Batracomorphus thalia
Batracomorphus thalia är en insektsart som beskrevs av Knight 1983. Batracomorphus thalia ingår i släktet Batracomorphus och familjen dvärgstritar. Inga underarter finns listade i Catalogue of Life.